# Ja byl sputnikom Solnca
Ja byl sputnikom Solnca (Я был спутником Солнца) è un film del 1959 diretto da Viktor Viktorovič Morgenštern.